# Typhlosaurus aurantiacus
Typhlosaurus aurantiacus är en ödleart som beskrevs av  Peters 1854. Typhlosaurus aurantiacus ingår i släktet Typhlosaurus och familjen skinkar.

## Underarter
Arten delas in i följande underarter:
- T. a. bazarutoensis
- T. a. carolinensis
- T. a. fitzsimonsi
- T. a. parietalis